# Dakar Université Club (football)
Actualités
Le Dakar Université Club  est un club de football basé à Dakar au Sénégal, section du club omnisports du Dakar Université Club.

## Historique
| Saison    | Division   | Classement final        | Nombre de participants |
| --------- | ---------- | ----------------------- | ---------------------- |
| 1996      | Division 2 | 2e                      | 14                     |
| 1997      | Division 1 | 9e                      | 14                     |
| 1998      | Division 1 | 8e                      | 14                     |
| 1999      | Division 1 | 11e                     | 14                     |
| 2000      | Division 2 | 1re                     | 14                     |
| 2001      | Division 1 | 11e                     | 14                     |
| 2002      | Division 1 | 10e                     | 14                     |
| 2003      | Division 1 | 7e du Groupe B          | 14                     |
| 2004      | Division 1 | 4e                      | 20                     |
| 2005      | Division 1 | 8e                      | 18                     |
| 2006      | Division 1 | 7e du Groupe B          | 9                      |
| 2007      | Division 1 | 7e du Groupe B          | 10                     |
| 2008      | Division 1 | 8e du Groupe B          | 10                     |
| 2009      | Division 1 | 8e du Groupe A          | 10                     |
| 2010      | Division 1 | 4e du Groupe A          | 9                      |
| 2011      | Division 1 | 10e                     | 16                     |
| 2011-2012 | Division 1 | 3e de la Poule A        | 8                      |
| 2013      | Division 1 | 12e                     | 16                     |
| 2013-2014 | Division 1 | 13e                     | 14                     |
| 2014-2015 | Division 2 | 9e                      | 14                     |
| 2015-2016 | Division 2 | 7e                      | 14                     |
| 2016-2017 | Division 2 | 8e                      | 14                     |
| 2017-2018 | Division 2 | 4e                      | 14                     |
| 2018-2019 | Division 2 | 12e                     | 14                     |
| 2019-2020 | Division 2 | 6e - championnat annulé | 14                     |
| 2020-2021 | Division 2 | 6e                      | 14                     |
| 2021-2022 | Division 2 | 8e                      | 14                     |
| 2022-2023 | Division 2 | 9e                      | 14                     |
| 2023-2024 | Division 2 | 7e                      | 14                     |
| 2024-2025 | Division 2 | 11e                     | 16                     |
| 2025-2026 | Division 2 | En cours                | 16                     |

## Palmarès
- Ligue 2
  - Champions : 2000
- Coupe du Sénégal de football
  - Finaliste : 2005

## Parcours africain
- Coupe de la confédération : 
  - 2005 : Tour préliminaire

## Joueurs emblématiques
- Papa Demba Camara
- Pape Alioune Diouf
- Diarga Fall
- Fadel Fall
- Ibrahima Gueye
- Cheikh Ndiaye
- Babacar Niang
- Abdoulaye Touré
- Boubacar Dialiba
- Mbaye Leye